# 1847 en ingénierie
Cet article présente les faits marquants de l'année 1847 en ingénierie.

## Évènements
- 24 juillet : l'inventeur américain Richard March Hoe obtient un brevet pour une presse rotative à grand tirage[1].

### Date non renseignée
- Les inventeurs britanniques John Stringfellow et William Samuel Henson réalisent un planeur équipé d'un moteur à vapeur miniature lui permettant de voler, l'Ariel. Les essais ne sont pas concluants[2].

## Naissances
- 11 février : Thomas Edison (mort en 1931), inventeur américain.
- 23 décembre : Charles Renard (mort en 1905), ingénieur et inventeur français, aéronaute et pionnier de l'aviation.